# Red River Blue
Red River Blue — шестой студийный альбом американского кантри-певца Блейка Шелтона, вышедший 12 июля 2011 года на лейбле Warner Bros. Records, который стал первым в карьере певца диском, возглавившим общенациональный американский хит-парад Billboard 200. Альбом дебютировал на № 1 в июле 2011 года.
Четыре сингла с альбома возглавили кантри-чарт США. Первый сингл с этого альбома, «Honey Bee» стал № 1 в кантри-чарте Billboard Hot Country Songs и был номинирован на премию Грэмми в номинации Лучшее сольное кантри-исполнение на 54-й церемонии 12 февраля 2012 года. Через год и 4-й сингл Over, ставший № 1 в кантри-чарте, был номинирован на Грэмми в той же категории.
К маю 2013 году в США было продано 973,000 копий диска.

## Об альбоме
Релиз альбома Red River Blue состоялся 12 июля 2011 года на лейбле Warner Bros. Records. Титульную песню Шелтон исполняет совместно с кантри-певицей и супругой Мирандой Ламберт.
Альбом получил как положительные отзывы, например от таких изданий как About.com, American Songwriter, Entertainment Weekly, Nashville Country Club, Roughstock, Taste of Country, Urban Country News и USA Today, так и смешанные и умеренные, например, от AllMusic, The A.V. Club, PopMatters, Rolling Stone и Slant Magazine.

## Список композиций
| №                   | Название                                          | Автор(ы)                                         | Длительность |
| ------------------- | ------------------------------------------------- | ------------------------------------------------ | ------------ |
| 1.                  | «Honey Bee»                                       | Rhett Akins, Ben Hayslip                         | 3:30         |
| 2.                  | «Ready to Roll»                                   | Jim Beavers, Jonathan Singleton, Chris Stapleton | 3:36         |
| 3.                  | «God Gave Me You»                                 | Dave Barnes                                      | 3:50         |
| 4.                  | «Get Some»                                        | Zac Maloy, Chris Tompkins, Craig Wiseman         | 3:32         |
| 5.                  | «Drink on It»                                     | Jessi Alexander, Rodney Clawson, Jon Randall     | 3:31         |
| 6.                  | «Good Ol' Boys»                                   | Dallas Davidson                                  | 3:08         |
| 7.                  | «I'm Sorry» (при участии Мартины Макбрайд)        | Chris DuBois, Ashley Gorley, Stapleton           | 3:29         |
| 8.                  | «Sunny in Seattle»                                | Beavers, Dubois, Stapleton                       | 3:27         |
| 9.                  | «Over»                                            | Paul Jenkins, David Elliott Johnson              | 3:13         |
| 10.                 | «Hey»                                             | Clint Lagerberg, Tompkins, Wiseman               | 3:31         |
| 11.                 | «Red River Blue» (дуэт вместе с Мирандой Ламберт) | Ray Stephenson, Buddy Owens                      | 3:21         |
| Общая длительность: | Общая длительность:                               | Общая длительность:                              | 38:08        |

| №   | Название                                                   | Длительность |
| --- | ---------------------------------------------------------- | ------------ |
| 12. | «Chill»                                                    | 3:27         |
| 13. | «Addicted»                                                 | 4:00         |
| 14. | «All About Tonight» (live) (pre-order only)                |              |
| 15. | «Kiss My Country Ass» (live) (pre-order only)              |              |
| 16. | «Who Are You When I'm Not Looking» (live) (pre-order only) |              |
| 17. | «She Wouldn't Be Gone» (live) (pre-order only)             |              |
| 18. | «Hillbilly Bone» (live) (pre-order only)                   |              |

| №   | Название    | Длительность |
| --- | ----------- | ------------ |
| 12. | «Footloose» | 3:39         |

## Позиции в чартах

### Альбом
| Чарт (2011)                     | Высшая позиция |
| ------------------------------- | -------------- |
| Canadian Albums Chart           | 13             |
| US Billboard 200                | 1              |
| US Billboard Top Country Albums | 1              |

### Синглы
| Год                                     | Сингл             | Высшая позиция | Высшая позиция | Высшая позиция | Высшая позиция |
| Год                                     | Сингл             | US Country     | US             | US AC          | CAN            |
| --------------------------------------- | ----------------- | -------------- | -------------- | -------------- | -------------- |
| 2011                                    | «Honey Bee»       | 1              | 13             | —              | 28             |
| 2011                                    | «God Gave Me You» | 1              | 22             | 29             | 38             |
| 2012                                    | «Drink on It»     | 1              | 39             | —              | 53             |
| 2012                                    | «Over»            | 1              | 43             | —              | 59             |
| «—» denotes releases that did not chart |                   |                |                |                |                |